# 宝鶏駅
宝鶏駅（ほうけいえき、中文表記: 宝鸡火车站、英文表記: Baoji Railway Station）は中華人民共和国陝西省宝鶏市渭浜区経二路中段北20号にある中国鉄路総公司（CR）西安鉄路局が管轄する駅である。中国で44個の主要な駅の一つである。

## 駅構造
単式ホーム2面、島式ホーム2面を持つ地上駅である。12本の線路を有し、4本目のホームの後部に客車用の車両基地がある。待合室は二つある。

## 所属路線
- 中国鉄路総公司
  - 隴海線：連雲駅起点より1246.3km[1]、蘭州駅終点まで503km
  - 宝中線：本駅が起点、中衛駅終点まで511km
  - 宝成線：本駅が起点、成都駅終点まで669km

## 利用状況
本駅は隴海線、宝中線、宝成線の旅客、貨物を扱う一等駅で、2010年3月現在、各種別を含め毎日140本余りの旅客列車が発着する。乗換客が多く、2007年4月18日の第六次大提速（スピード向上ダイヤ改正）以後は西安～宝鶏間に動車組が運行され、更に西安方面へ向かう旅客が増加した。

## 歴史
- 1936年12月 - 隴海線が宝鶏まで開通した[4]。
- 1950年 - 隴海線の天水への延長工事に伴い拡張工事を行った[5]。
- 1954年3月1日 - 宝鶏駅と隴海線の西安～宝鶏間が正式運営を開始した[5]。それに伴い駅を拡張した[6]。
- 1957年 - 貨物扱い施設を増強した[6]。
- 1958年 - 宝成線開通後に二等駅となった[6]。
- 1961年 - 宝成線の電化に伴い拡張した[6]。
- 1973年 - 貨物用の操車場が宝鶏東駅となり、以後本駅は旅客を主体に扱う様になった[6]。
- 1983年8月 - 拡張改造工事を開始した[5]。
- 1985年11月29日 - 拡張改造工事が終了した。駅舎を北側から南側に移転した[5]。
- 1986年 - 新駅舎を使用開始した[1]。
- 1987年 - 一等駅となった[6]。

## 隣の駅
中国鉄路総公司
隴海線
虢鎮駅 - 臥龍寺駅 - 宝鶏東駅 - 宝鶏駅 - 福臨堡駅
宝中線
宝鶏駅 - 宝鶏東駅 - 臥龍寺駅 - 千河駅
宝成線
宝鶏駅 - 任家湾駅